# Cirolana magna
Cirolana magna är en kräftdjursart som först beskrevs av Ortiz, Lalana och Perez 1997.  Cirolana magna ingår i släktet Cirolana och familjen Cirolanidae. Inga underarter finns listade i Catalogue of Life.